# James Joseph Dresnok
James Joseph Dresnok, född 1941 i Richmond, Virginia, död 2016 i Pyongyang, Nordkorea var en amerikansk fd soldat och desertör som sedan 1962 levde i Nordkorea fram till sin död. Han flydde över gränsen från Sydkorea till Nordkorea. Han var den sista av sex amerikaner som under denna tid flydde över gränsen till Nordkorea. Han kallas både James Dresnok och Joe Dresnok.
Dresnok, som var trött på sitt liv som amerikansk soldat, lämnade sin pluton, sprang över ett minfält, och gav sig till nordkoreanerna. Väl i Nordkorea träffade han flera andra f d amerikanska soldater som lämnat över sig själva till de koreanska myndigheterna. Joe gifte sig med en rumänska och fick två söner. Efter att hans rumänska fru dött i lungcancer gifte han om sig med en dotter till en koreanska och en togoleansk diplomat, med vilken han hade ytterligare en son.
Under de första åren bodde han ihop med tre andra avhoppare. De blev föremål för nordkoreansk propaganda. Under 1970-talet började Dresnok spela i ett antal nordkoreanska filmer där han spelade skurkaktiga amerikaner.
Han har även försörjt sig som lärare i engelska språket.